# Bitwa pod Frohse
Bitwa pod Frohse miała miejsce 10 stycznia 1278 r. w trakcie II wojny askańskiej.
W okresie bezkrólewia w latach 1257–1273 doszło do sporów niewielkich posiadaczy ziemskich wywodzących się z rodów Askańczyków, Welfów oraz Wettynów z podlegającymi wpływom Kościoła księstwami niemieckimi. Jednym z nich było Arcybiskupstwo Magdeburga, gdzie miejscowych biskupów poparła ludność miasta.
Po śmierci arcybiskupa Konrada II, Askańczycy poparli Eryka Brandenburskiego, (młodszego brata margrabiego Ottona IV) w staraniach o posadę arcybiskupa. Pomimo pozyskania wielu sojuszników, kandydat Askańczyków nie znalazł uznania mieszkańców Magdeburga, którzy opowiedzieli się za Burchardem z Querfurtu. Otton IV zarzucił Magdeburczykom szereg nieprawości w wyborze nowego arcybiskupa, a także spisek przeciwko władzy margrabiego. Ostatecznie zawarto porozumienie, w wyniku którego posadę arcybiskupa objął Günther I von Schwalenberg. Otton nie zrezygnował jednak ze swoich planów zdławienia oporu Magdeburczyków. Pierwszą decyzją była konfiskata towarów handlowych a następnie wojsko Ottona IV wkroczyło na ziemie diecezji magdeburskiej.
Pod koniec 1277 r. Otton spustoszył ziemie położone na wschód od Łaby. Po przekroczeniu rzeki jego wojsko rozłożyło się obozem w pobliżu miejscowości Frohse. W tym samym czasie arcybiskup Günther przemawiał do zgromadzonych przy miejskim ratuszu mieszczan, prosząc ich o wsparcie w walce z Ottonem oraz zapowiadając nadanie nowych praw i wolności obywatelskich. Mieszczanie przy dźwiękach dzwonków sformowali oddział uzbrojony w większości w maczugi oraz włócznie. Bogatsi Magdeburczycy przybyli konno a wielu z nich posiadało zbroje. Pod flagą Świętego Maurycego pochód pomaszerował wzdłuż Łaby na południe. Po drodze do wojska magdeburskiego przyłączyły się oddziały hrabiego Ottona z Anhalt oraz władców Turyngii. Na wieść o nadciągającej armii, Otton IV zarządził wymarsz z obozu, kierując się ku nadchodzącemu przeciwnikowi. Dnia 10 stycznia 1278 r. doszło do krwawej bitwy, która pochłonęła wiele ofiar. Zwycięzcami okazali się Magdeburczycy, którzy wzięli do niewoli około 300 rycerzy i knechtów. Po klęsce Otton kontynuował walkę, został jednak ponownie pobity tym razem w rejonie Staßfurtu. Po kilku kolejnych starciach w roku 1283 Eryk został nowym arcybiskupem po wcześniejszej rezygnacji Günthera (1279) oraz jego następcy Bernharda von Wölpe (1282). Wojna zakończyła się.
Dla upamiętnienia bitwy w katedrze magdeburskiej postawiono dwie drewniane figury przybrane w zdobyczne zbroje, a które można było podziwiać jeszcze przez kolejne 400 lat.
Literatura:
- Helmut Asmus: 1200 Jahre Magdeburg, Band 1, 805 – 1631, Scriptum Verlag, Magdeburg 1999, ISBN 3-933046-15-7, S. 276 ff.